# 弗雷德里克·杰克逊·特纳
弗雷德里克·杰克逊·特纳 (英語：Frederick Jackson Turner；1861年11月14日—1932年3月14日）是一位美国历史学家，先后在威斯康星大学和哈佛大学任教，“边疆学派”创始人，代表作品有《边疆在美国历史上的重要性》（The Significance of the Frontier in American History）等。
他生于威斯康辛州波尔提季。1890年获霍普金斯大学博士学位。曾任威斯康星大学美国史教授。1910年当选美国历史学会主席。1910—1924年任哈佛大学历史系教授，1924年退休后任荣誉教授。1893年7月12日在美国历史学会宣读《边疆地区在美国历史中的意义》一文，后相继出版《新西部的兴起》《美国历史中的边疆》等著作，强调边疆对美国历史发展所起的重大作用，认为美国民主的形成，是由于美国西部有广大的领土，美国西部是社会政治民主的“安全阀”。这种对美国历史发展的解释形成所谓“边疆学派”，在美国史学史上占有重要地位。